# Cereaxina troglodytes
Cereaxina troglodytes es una especie de coleóptero de la familia Endomychidae.

## Distribución geográfica
Habita en Fersine, Asia Menor.